# Gora Košnička
Gora Košnička falu Horvátországban Krapina-Zagorje megyében. Közigazgatásilag Desinićhez tartozik.

## Fekvése
Krapinától 18 km-re nyugatra, községközpontjától 3 km-re északnyugatra a Horvát Zagorje északnyugati részén fekszik.

## Története
A településnek 1857-ben 154, 1910-ben 221 lakosa volt. Trianonig Varasd vármegye Pregradai járásához tartozott. A településnek 2001-ben 116 lakosa volt.

## Külső hivatkozások
Desinić község hivatalos oldala